# Atletica leggera ai XVII Giochi del Mediterraneo - 10000 metri piani femminili
Le gare di atletica leggera nella categoria 10000 metri piani femminili si sono tenute il 26 giugno 2013 al Nevin Yanıt Atletizm Kompleksi di Mersin.

## Calendario
Fuso orario EET (UTC+3).
| Data      | Ora   | Turno  |
| --------- | ----- | ------ |
| 26 giugno | 21:05 | Finale |

## Risultati
Le 6 atlete partecipanti disputano direttamente la finale.

### Finale
| Pos. | Atleta            | Nazionalità | Tempo    | Note |
| ---- | ----------------- | ----------- | -------- | ---- |
|      | Kenza Dahmani     | Algeria     | 32'42"47 |      |
|      | Elvan Abeylegesse | Turchia     | 32'59"30 |      |
|      | Souad Ait Salem   | Algeria     | 33'19"34 |      |
| 4    | Ourania Rebouli   | Grecia      | 34'19"81 |      |
| 5    | Bahar Doğan       | Turchia     | 35'27"48 |      |
| 6    | Slađana Perunović | Montenegro  | -        | DNF  |